# Ineos 1:59 Challenge
L'Ineos 1:59 Challenge est une tentative réussie de courir la distance du marathon en moins de deux heures par l'athlète Kenyan Eliud Kipchoge. L'événement, spécialement crée pour ce dernier, se déroule à Vienne, en Autriche, le 12 octobre 2019.
L'exploit de Kipchoge n'est pas reconnu par World Athletics et n'est pas le record du monde pour un marathon en raison de plusieurs paramètres tels que la rotation des lièvres, l'apport d'hydratation par des vélos et le fait que l'événement ne soit pas une compétition ouverte.

## Description

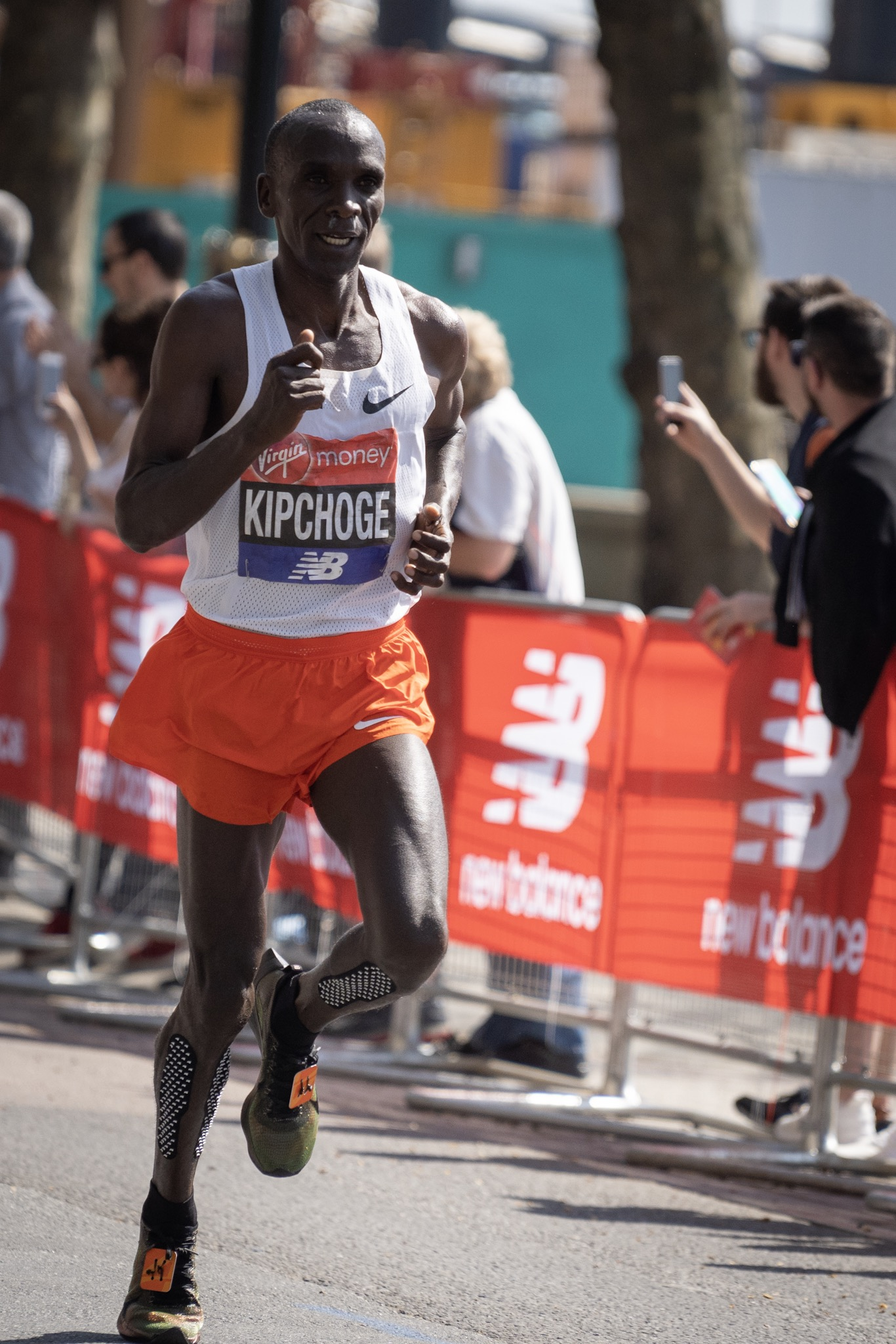
Kipchoge lors du marathon de Londres en 2018.

En 2016, Nike organise le projet Breaking2 afin d'entraîner une équipe de coureurs pour parvenir à courir la distance du marathon en moins de deux heures, un exploit longtemps considéré comme inatteignable. Eliud Kipchoge, le recordman de la distance et double champion olympique de l'épreuve fait partie de l'équipe. L'épreuve se déroule le 6 mai 2017 sur l'Autodromo nazionale di Monza à Milan. Kipchoge finit premier devant Zersenay Tadesse et Lelisa Desisa mais termine 25 secondes au-delà des deux heures,.
Le 6 mai 2019, 65 ans après le four-minute mile, Ineos, multinationale spécialisée dans le secteur de la chimie annonce que Kipchoge va tenter de courir la distance du marathon en moins de deux heures lors d'un événement sponsorisé par l'entreprise. Cette tentative se démarque de celle de Breaking2 car cette fois-ci Kigchoge sera seul à tenter l'exploit. Il est au moment de l'annonce le détenteur du record du monde du marathon en 2 heures 1 minute et 39 secondes. 
Pour cette tentative, Kigchoge est accompagné par 41 lièvres. Ils courent en formant un V et abandonnent la formation en diamant adoptée lors du Breaking2. Kipchoge est placé à l'arrière de la formation avec deux lièvres derrière lui. Chaque tour de course est composé d'un aller-retour entre les ronds-points de Praterstern et de Lusthaus situés dans le parc de Prater. La route est seulement inclinée de 2,4 mètres. Des spectateurs sont présents lors de la tentative.
Les organisateurs prévoient de tenir l'événement le samedi 12 octobre 2019 mais ont une fenêtre totale de huit jours en cas de mauvais temps. La tentative commence bien le 12 octobre à 8 h 15 Central European Time (CET). Les organisateurs avaient le choix de commencer la tentative entre 5h et 9h et ont choisi 8h15 pour maximiser l'audience. Les prévisions météorologiques attendent un temps sec et une température de 9°C au départ et 12°C à l'arrivée.

## Résultats
| Portion de 5 km  | Portion | Temps   |
| ---------------- | ------- | ------- |
| 5 km             | 14:10   | 0:14:10 |
| 10 km            | 14:10   | 0:28:20 |
| 15 km            | 14:14   | 0:42:34 |
| 20 km            | 14:13   | 0:56:47 |
| 25 km            | 14:12   | 1:10:59 |
| 30 km            | 14:12   | 1:25:11 |
| 35 km            | 14:12   | 1:39:23 |
| 40 km            | 14:13   | 1:53:36 |
| 42.195 km        | 6:04    | 1:59:40 |
| Moyenne sur 5 km | 14:10.8 |         |

Kipchoge termine sa tentative avec un temps de 1 heure 59 minutes 40 secondes et 2 dixièmes et une moyenne de 21,2 km/h. L'exploit est reconnu par le Livre Guinness des records avec les titres « Distance marathon la plus rapide (homme) » et « Première distance marathon en moins de deux heures,. » Juste après son arrivée, Kipchoge déclare : « Je me sens bien. Après Roger Bannister en 1954 il aura fallu 63 ans, j'ai essayé et je n'y suis pas arrivé - 65 ans plus tard, je suis le premier homme - Je veux inspirer beaucoup de gens en disant qu'aucun humain n'est limité. »

## Accessoires et stratégies d'optimisation
Les organisateurs de l'événement ont mis en place de nombreuses techniques permettant d'assister Kipchoge et les lièvres :
- Des lasers ont guidé les lièvres et Kipchoge pour leur permettre de courir au bon rythme et donc de ne pas perdre d'énergie dans des accélérations non voulues.
- La route a été choisie afin qu'aucun effort ne soit perdu à combattre le vent, un changement de direction ou d'inclinaison. Cette condition a été remplie grâce aux nombreux arbres hauts permettant de réduire le vent sur le parcours et grâce à une route très plate.
- La localisation de la course a été choisie afin que le fuseau horaire soit proche de celui de Kaptagat au Kenya, là où Kipchoge s'entraîne. Ceci permettant au coureur de ne pas être affecté par le jet lag ou d'avoir sa routine de sommeil et de repas dérangée.
- La route choisie est à basse altitude afin de maximiser l'oxygène dans l'air et donc les performances des coureurs.
- Kipchoge porte pendant la course une version améliorée des chaussures de course Nike Vaporfly Next% running shoes, à l'époque indisponible au public, censées améliorer l'économie en course de 4 %[16]. Les chaussures n'ont pas été bannies par la IAAF. Le lendemain, lors du marathon de Chicago, les dix premiers arrivés portaient des Vaporflys[17],[18],[19].
- Une formation en V constituée des lièvres protégeaient Kipchoge de la résistance du vent. Kipchoge est placé à l'arrière de la formation avec deux lièvres derrière lui[6].
- L'hydratation est portée par une équipe à vélo afin de gagner du temps et de ne pas casser le rythme du coureur.

La tentative lors du Breaking2 s'était tenue à huis clos à Monza avec seulement quelques membres de la presse et des employés de Nike. La présence de public ayant manqué à Kipchoge, il a demandé que le public puisse assister à l'Ineos 1:59 Challenge.

## Lièvres
Une équipe de 41 coureurs a servi de lièvres pour Kipchoge pendant cette tentative.
| Nom                  | Notes |
| -------------------- | --- |
| Joel Ayeko           | Deux fois médaillé d'argent aux championnats du monde de course en montagne                                                       |
| Thomas Ayeko         | Médaillé d'argent junior lors des 2011 IAAF World Cross Country Championships                                                     |
| Selemon Barega       | Champion de la Diamond League 2018 sur 5 000 mètres                                                                               |
| Emmanuel Bett        | Homme le plus rapide sur 10 000 mètres lors de la saison 2012                                                                     |
| Hillary Bor          | Médaillé d'or au 3 000 mètres steeplechase lors des 2019 USA Outdoor Track and Field Championships                                |
| Matthew Centrowitz   | Champion olympique et champion du monde en indoor 2016 sur 1 500 mètres                                                           |
| Paul Chelimo         | Médaillé olympique et aux championnats du monde sur 5 000 mètres                                                                  |
| Augustine Choge      | Champion des Jeux du Commonwealth 2006 sur 5 000 mètres. Membre de l'équipe d'entraînement de Kipchoge                            |
| Victor Chumo         | Membre de l'équipe d'entraînement de Kipchoge                                                                                     |
| Filip Ingebrigtsen   | Champion d'Europe de Cross-Country et champion d'Europe du 1500 mètres en 2016                                                    |
| Henrik Ingebrigtsen  | Champion d'Europe 2012 sur 1 500 mètres                                                                                           |
| Jakob Ingebrigtsen   | Champion d'Europe Indoor et Outdoor. Plus jeune lièvre                                                                            |
| Philemon Kacheran    | Membre de l'équipe d'entraînement de Kipchoge                                                                                     |
| Stanley Kebenei      | |
| Justus Kimutai       | |
| Shadrack Kipchirchir | Médaillé d'argent au 2014 NCAA Outdoor Championships sur 10 000 mètres                                                            |
| Noah Kipkemboi       | |
| Gideon Kipketer      | Membre de l'équipe d'entraînement de Kipchoge                                                                                     |
| Jacob Kiplimo        | Médaillé d'argent aux championnats du monde de cross-country                                                                      |
| Marius Kipserem      | |
| Eric Kiptanui        | |
| Moses Koech          | |
| Shadrack Koech       | |
| Micah Kogo           | Ancien détenteur du record du monde sur 10 kilomètres                                                                             |
| Alex Korio           | |
| Jonathan Korir       | |
| Ronald Kwemoi        | Médaillé d'or lors du championnat national du Kenya 2014 sur 1 500 mètres                                                         |
| Bernard Lagat        | Plus vieux lièvre. Membre de l'équipe du Breaking2. Vainqueur de Kipchoge lors des championnats du monde en 2007 sur 5 000 mètres |
| Lopez Lomong         | Membre de l'équipe du Breaking2                                                                                                   |
| Abdallah Mande       | |
| Stewart McSweyn      | |
| Kota Murayama        | |
| Ronald Musagala      | |
| Kaan Kigen Özbilen   | |
| Jack Rayner          | |
| Chala Regasa         | |
| Brett Robinson       | |
| Nicholas Rotich      | Membre de l'équipe d'entraînement de Kipchoge                                                                                     |
| Patrick Tiernan      | |
| Timothy Toroitich    | |
| Julien Wanders       | Ancien détenteur du record du monde sur 5 kilomètres. Détenteur du record d'Europe du semi-marathon et du 10 kilomètres           |